# Bize (Haute-Marne)
Bize ist eine französische Gemeinde mit 80 Einwohnern (Stand 1. Januar 2022) im Département Haute-Marne in der Region Grand Est. Sie gehört zum Arrondissement Langres und zum Kanton Chalindrey. Die Bewohner werden Bizois und Bizoises genannt.

## Lage
Der Ort liegt am Fluss Petite Amance, der an der südlichen Gemeindegrenze in die Amance einmündet. Sie ist umgeben von folgenden Nachbargemeinden:
| Arbigny-sous-Varennes |                                             |         |
| Maizières-sur-Amance  | Kompassrose, die auf Nachbargemeinden zeigt | Anrosey |
|                       |                                             |         |

## Bevölkerungsentwicklung

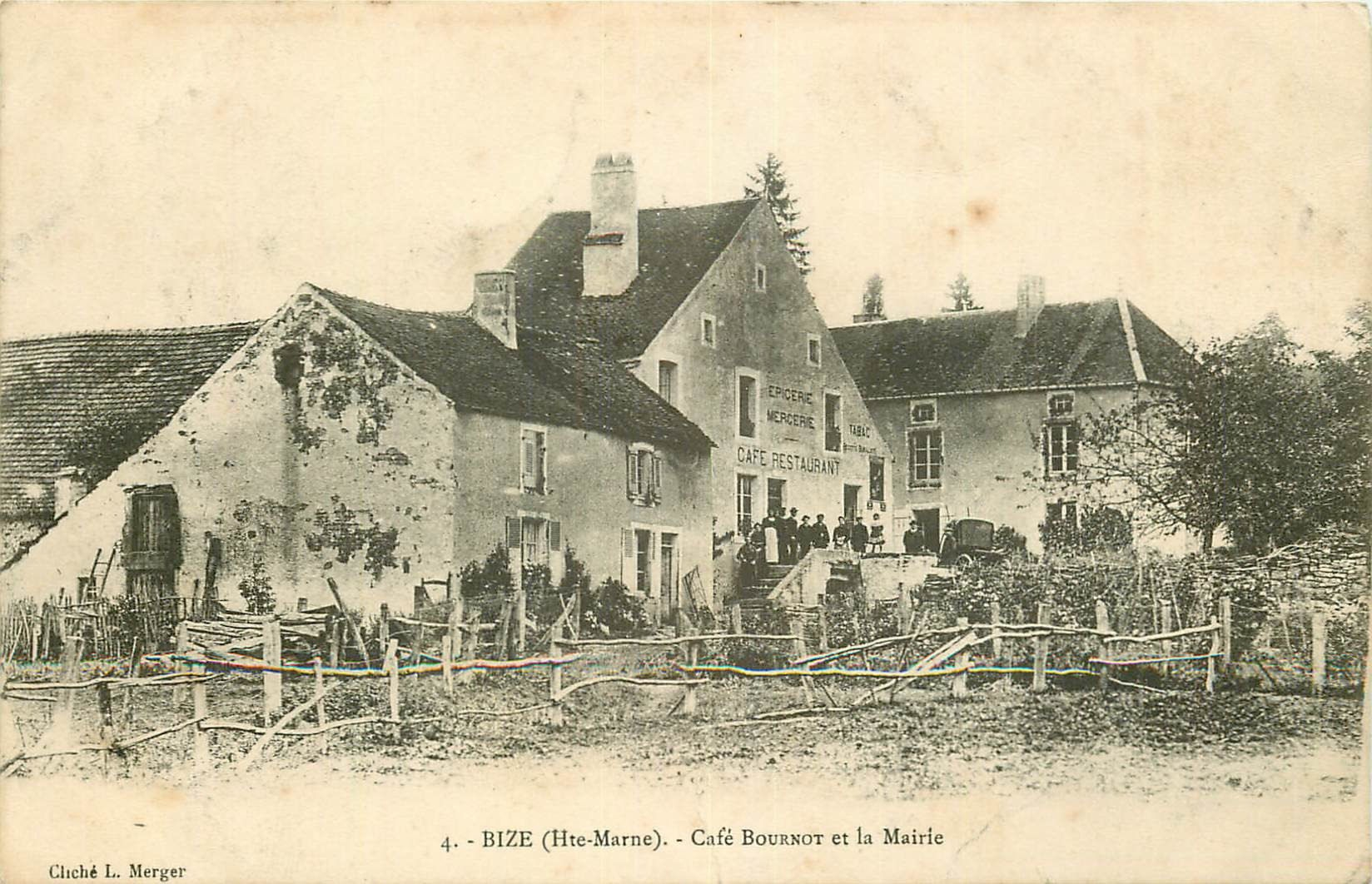
Mairie und Café Bournot um 1910

| Jahr                       | 1962 | 1968 | 1975 | 1982 | 1990 | 1999 | 2008 | 2018 |
| -------------------------- | ---- | ---- | ---- | ---- | ---- | ---- | ---- | ---- |
| Einwohner                  | 74   | 59   | 54   | 56   | 44   | 71   | 81   | 89   |
| Quellen: Cassini und INSEE |      |      |      |      |      |      |      |      |